# ثاجماعث
ثاجماعث أو تاجماعت (بخط التيفيناغ: ⵜⴰⴷⵊⴻⵎⴰⴰⵜ) هي مجلس إدارة تقليدي في القرى الأمازيغية الجزائرية.

## الأمين
يرأس أمين ثاجماعث كل مجالس «ثاجماعث» التي هي بمثابة مجلس شورى يعقد جلساته في كل قرية من قرى العروش الأمازيغية.
ويسهر الأمين على تحضير مكان الاجتماع، وضبط برنامج الجلسة، وتسيير تدخلات الأعضاء، وتطبيق العقوبات على المخالفين، ومتابعة تنفيذ قرارات الجلسة بعد رفعها.
بالإضافة إلى الاحترام والحصانة التي يتمتع بها الأمين داخل القرية في كل الأحيان، فإن العقوبة المسلطة على من يُهينه أثناء جلسة تاجماعت تكون أشد وأنكى.
ويسعى الأمين دائما إلى تفضيل التراضي والوساطة والعفو في حل المعضلات والإشكالات المطروحة على الجلسة قبل الوصول إلى تطبيق القوانين العرفية أو المدنية أو اللجوء إلى التقاضي أمام المحاكم.

## العُقَّال
يُساعد أمين ثاجماعث في أداء مهامه أثناء جلسات «ثاجماعث» عدد من الْعُقَّالِ.
ويساهم كل عاقل ثاجماعث مع الأمين في دفع المتخاصمين إلى تسوية ودية قبل طرح قضيتهم على جلسة «ثاجماعث» العلنية.

## الاجتماع الأسبوعي
يجب على كل أمازيغي يسكن في القرية أو ينحدر منها ووصل إلى سن البلوغ أن يحضر الاجتماع الأسبوعي لمجلس «ثاجماعث».
ولا يمكنه التغيب عن الاجتماع إلا بسبب المرض أو مبرر مقبول وأكيد.
ويتم تطبيق غرامة، متغيرة القيمة حسب الظروف، على كل تغيب غير مبرر عن جلسات «ثاجماعث».
ونفس الغرامة يتم تطبيقها على كل بالغ يغادر الجلسة قبل نهاية أشغالها.
كما تتم معاقبة كل من يتلفظ بإهانة أو فحش داخل الجلسة أو خارجها في القرية، أو يمارس التدخين، أو يستعمل القسم في أقواله، أو يحاول السطو على منصب أمين ثاجماعث بغير وجه حق.
وتتم أشغال الاجتماع في وضعية جلوس كل الحاضرين بمن فيهم أمين ثاجماعث، ويُعاقب كل حاضر يقوم واقفا للحديث والإدلاء بأقواله.
وتُفرض غرامة على كل من يقاطع المتكلمين أو يحاول الحديث بدلا عنهم دون أن يتم السماح له بالتدخل من طرف أمين ثاجماعث.
وإذا ما نشبت مشاجرة أو مصارعة بين بعض الأعضاء أثناء الجلسة، فإن المتورطين في الشغب يتعرضون لعقوبة استثنائية.

## المجلس الشعبي البلدي
يجري حاليا في الجزائر التحضير لإدراج «ثاجماعث» ضمن البناء المؤسساتي الرسمي للدولة الجزائرية.
ذلك أن كل قرية ضمن كل بلدية من بلديات الجزائر يجب أن يكون لها ممثل في المجلس الشعبي البلدي بالإضافة إلى المنتخبين المحليين الذين تفرزهم الانتخابات المحلية الجزائرية.
وسيكون بالتالي لكل «ثاجماعث» قروية ممثلها في المجلس الشعبي البلدي التابعة له.
وسيكون تمثيل لمجموع «ثاجماعث» القروية في المجلس الشعبي الولائي التابعة له ضمن كل ولاية من ولايات الجزائر.
وسيكون تمثيل وطني لمجموع «ثاجماعث» القروية ضمن مجلس الأمة عبر الثلث الرئاسي الذي يعينه رئيس الجمهورية لإحداث توازن تمثيلي مع الهيئات المنتخبة المحلية.

## مكتبة الصور

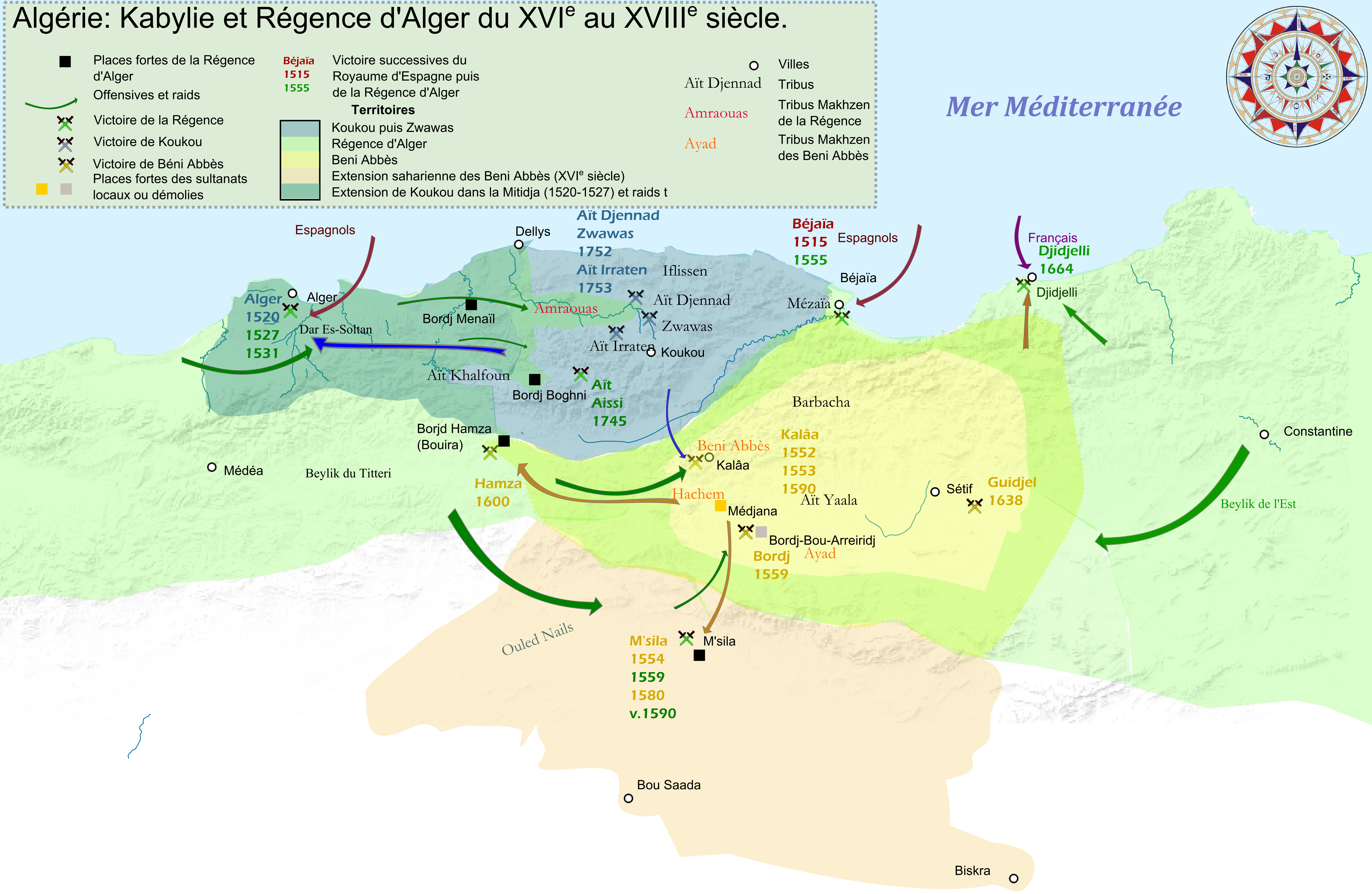
منطقة أمازيغ
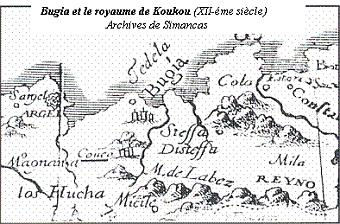
منطقة عروش الزواوة
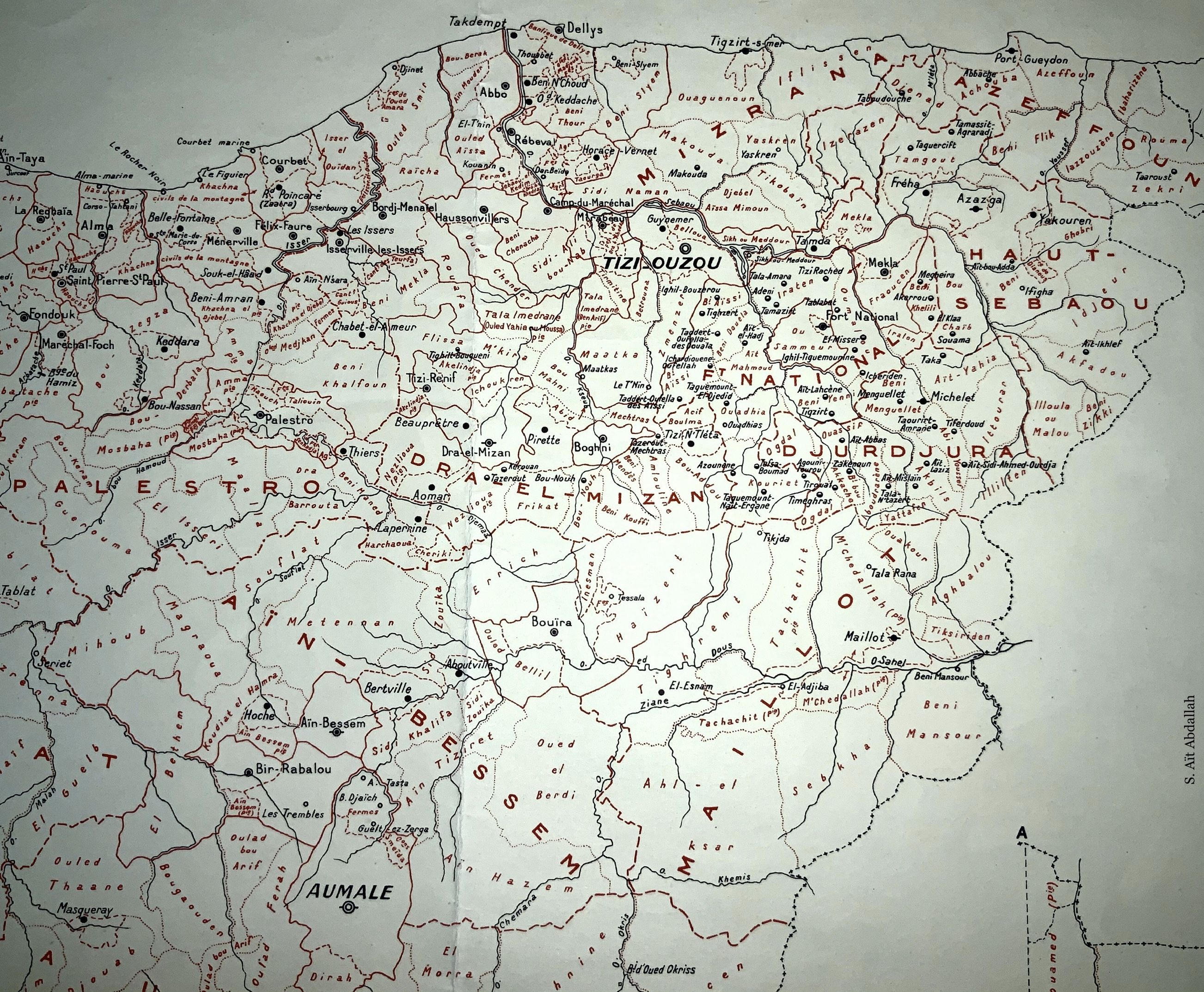
منطقة القبائل
خريطة قبيلة زواوة في منطقة القبائل
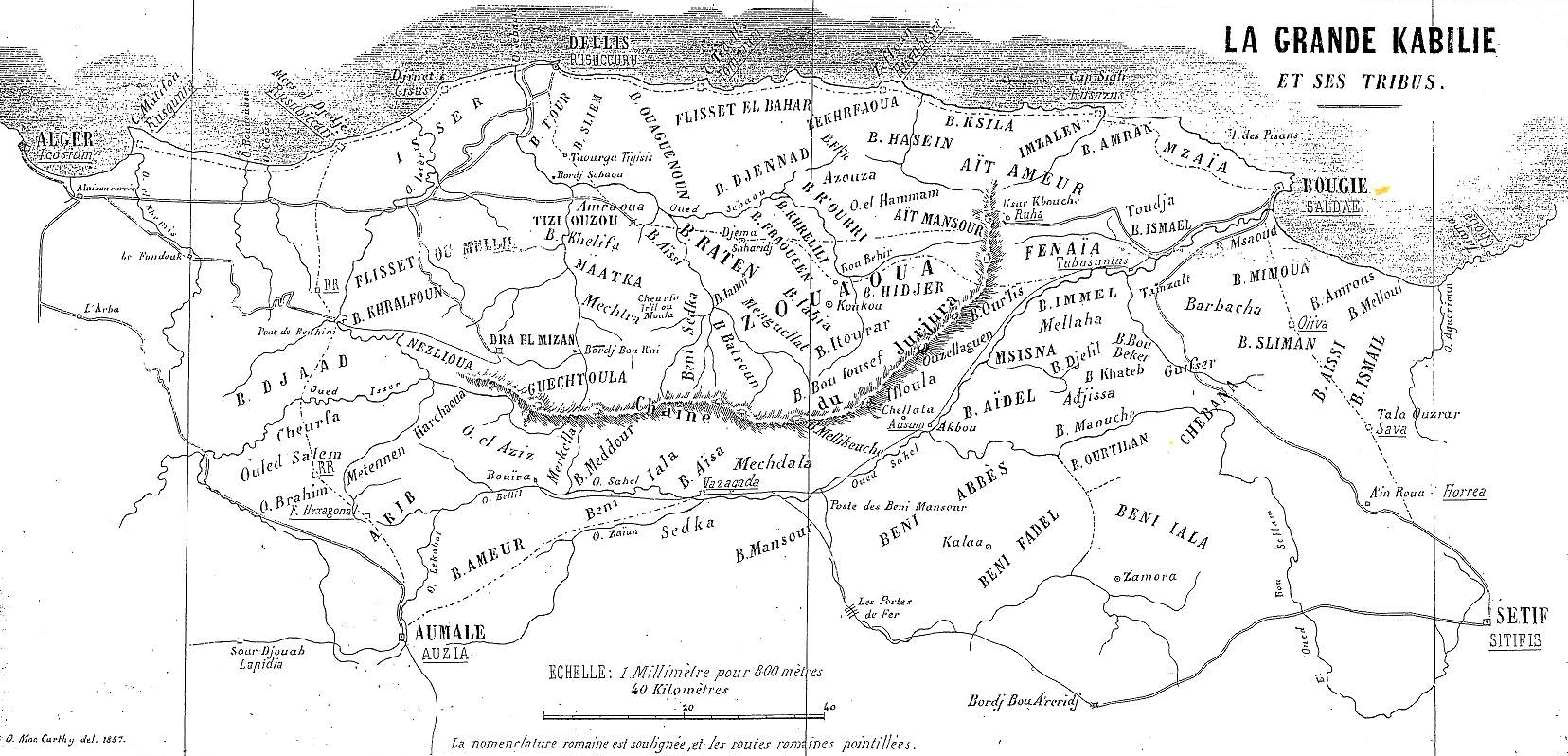
خريطة منطقة القبائل
خريطة قديمة لموقع بلاد زواوة

### وصلات خارجية
- موقع وزارة الداخلية والجماعات المحلية الجزائرية